# Джепіу (комуна)
Джепіу (рум. Gepiu) — комуна у повіті Біхор в Румунії. До складу комуни входять такі села (дані про населення за 2002 рік):
- Бікач (588 осіб)
- Джепіу (1130 осіб) — адміністративний центр комуни

Комуна розташована на відстані 434 км на північний захід від Бухареста, 18 км на південний захід від Ораді, 138 км на захід від Клуж-Напоки, 137 км на північ від Тімішоари.

## Населення
У 2009 році у комуні проживала 1831 особа.